# Waltheria americana
El malvavisco
(Waltheria americana) es una especie de arbusto de la familia Sterculiaceae. Es originaria de América, África y sur de Asia.
Algunos autores la consideran un sinónimo de Waltheria indica

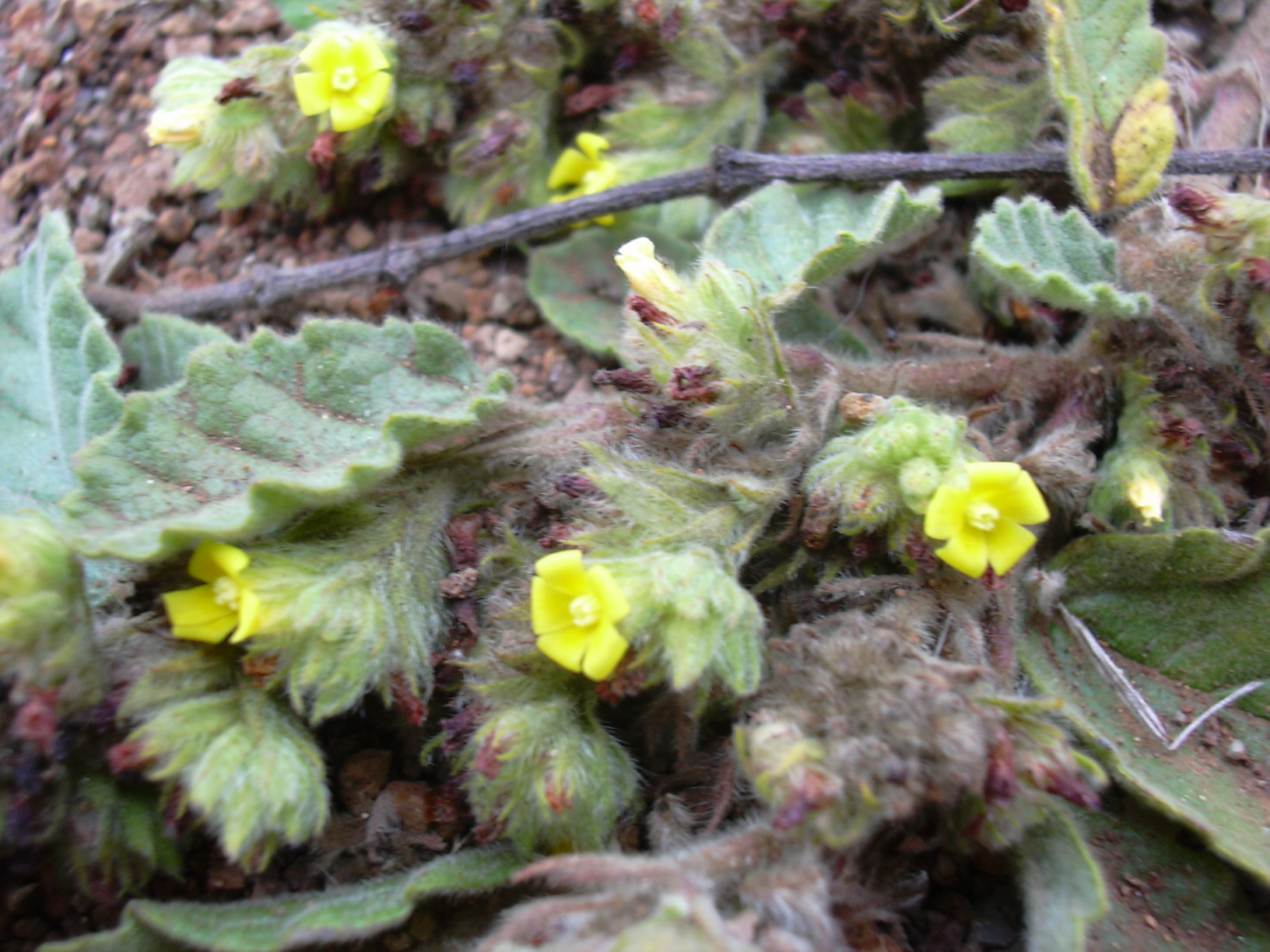
Detalle de la planta

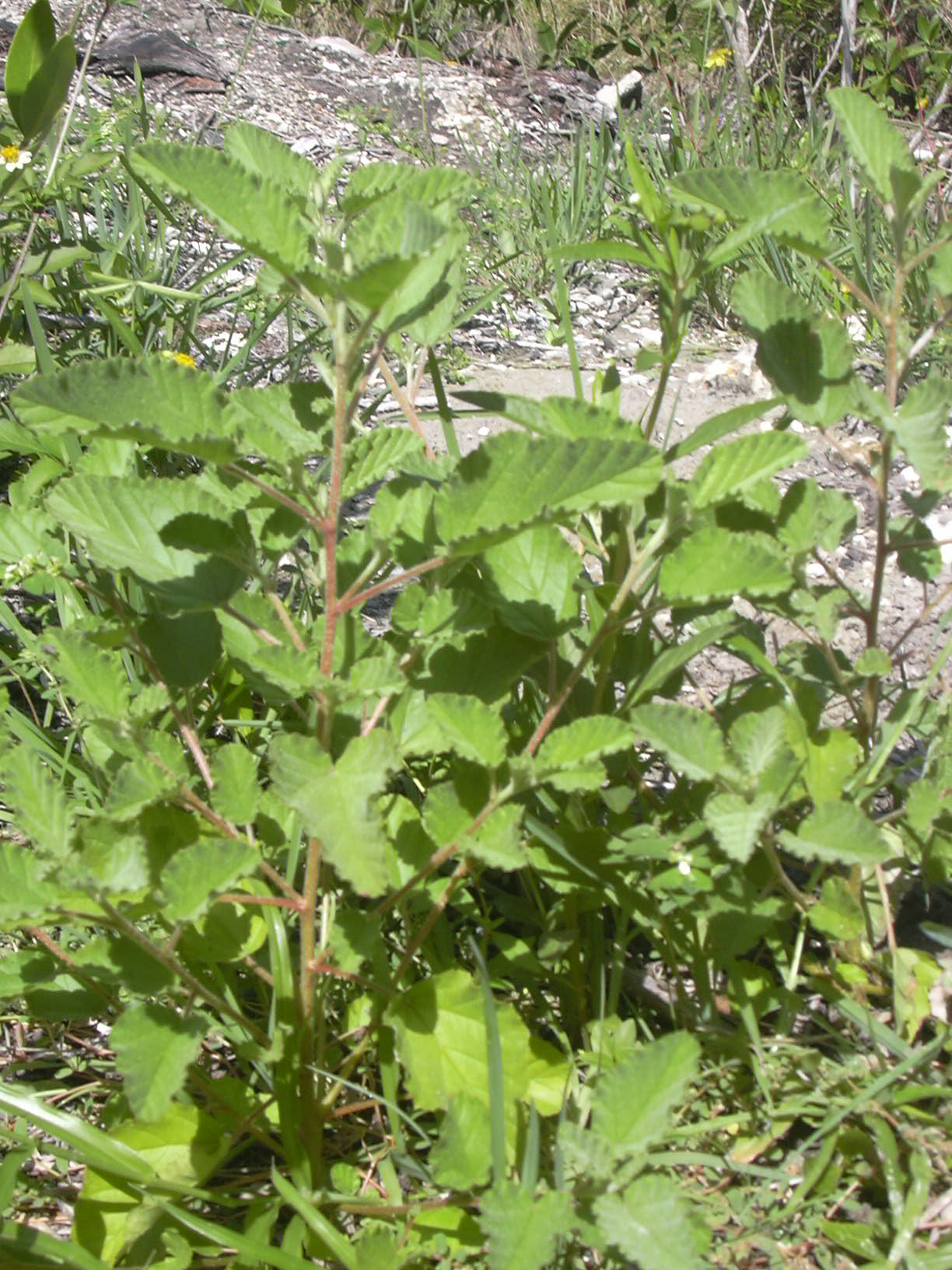
En su hábitat

## Descripción
Es una planta herbácea a arbustiva. Tiene las hojas gruesas, oblongas de 3-6 cm de largo, con  pelos estrellados. Las flores son sésiles y de color amarillo. El fruto se presenta en diminutas cápsulas.

## Ecología
La planta es el alimento de las polillas Eublemma anachoresis. 

## Medicina popular
Se aplica en el tratamiento de desórdenes del aparato digestivo, principalmente la diarrea, en los estados de Guerrero, Michoacán, Nayarit, Sonora, Veracruz, Yucatán, Morelos y en el Distrito Federal.
En general, se puede ocupar cualquier parte de la planta administrada por vía oral, excepto en casos de heridas o úlceras en la piel, en las cuales se aplica en forma de lavados. Es así, que la planta entera se recomienda para detener la diarrea. La raíz contra la disentería, para ”pedear” y para tratar el empacho (de comida) que se origina por la ingestión de alimentos descompuestos, y que provoca dolor de estómago, diarrea muy fuerte y calentura. El remedio consiste en preparar un té con la raíz de esta especie junto con la de guinarcito (Sida acuta), más estopa de cocotero (Cocos nucifera), canela (Cinnamomum zeylanicum), corteza de pinzán (Pithecellobium dulce) y de guazima (Guazuma ulmifolia), el té se da varias veces al día, pero antes se soba la espalda y el estómago. Mezclada con la raíz de estamasuchil (Tecoma stans), en cocimiento y agregando cenizas de pajoso (excremento seco del ganado), se toma cuando hay ”recrudecimiento del estómago”.
Historia
A finales del siglo XVIII, Vicente Cervantes menciona: las hojas son anodinas, emolientes madurantes y resolutivas.
Más información se encuentra hasta el siglo XX, cuando Maximino Martínez la reporta como: antidiarreico, antipirético, depurativo, para las dermatosis y para las heridas.
Química
De las ramas de W. indica se han aislado los flavonoides gossipetín, herbacetín y sus beta-glucorónidos, camferol y el beta-galactósido y el éster glucosídico de vitexín; el compuesto fenílico: ácido cafeico y los alcaloides peptídicos adonetinas X, Y y Z.

## Taxonomía
Waltheria americana fue descrita por Carlos Linneo y publicado en Auctarium ad Synopsim Methodicam Stirpium Horti Reg. Taurinensis, 15, 1773.
Sinonimia
- Waltheria debilis Bojer
- Waltheria detonsa A.Gray
- Waltheria indica L.[5]

## Nombres comunes
Tapacola, escobillo blanco, hierba blanca, hierba del ángel, hierba del cáncer, hierba del pasmo, hierba del soldado, lavaplato, malva de monte, manrubio, saca manteca, tapaculo, tapanalgas, yerba del tapaculo;